# Confederação Geral Italiana do Trabalho

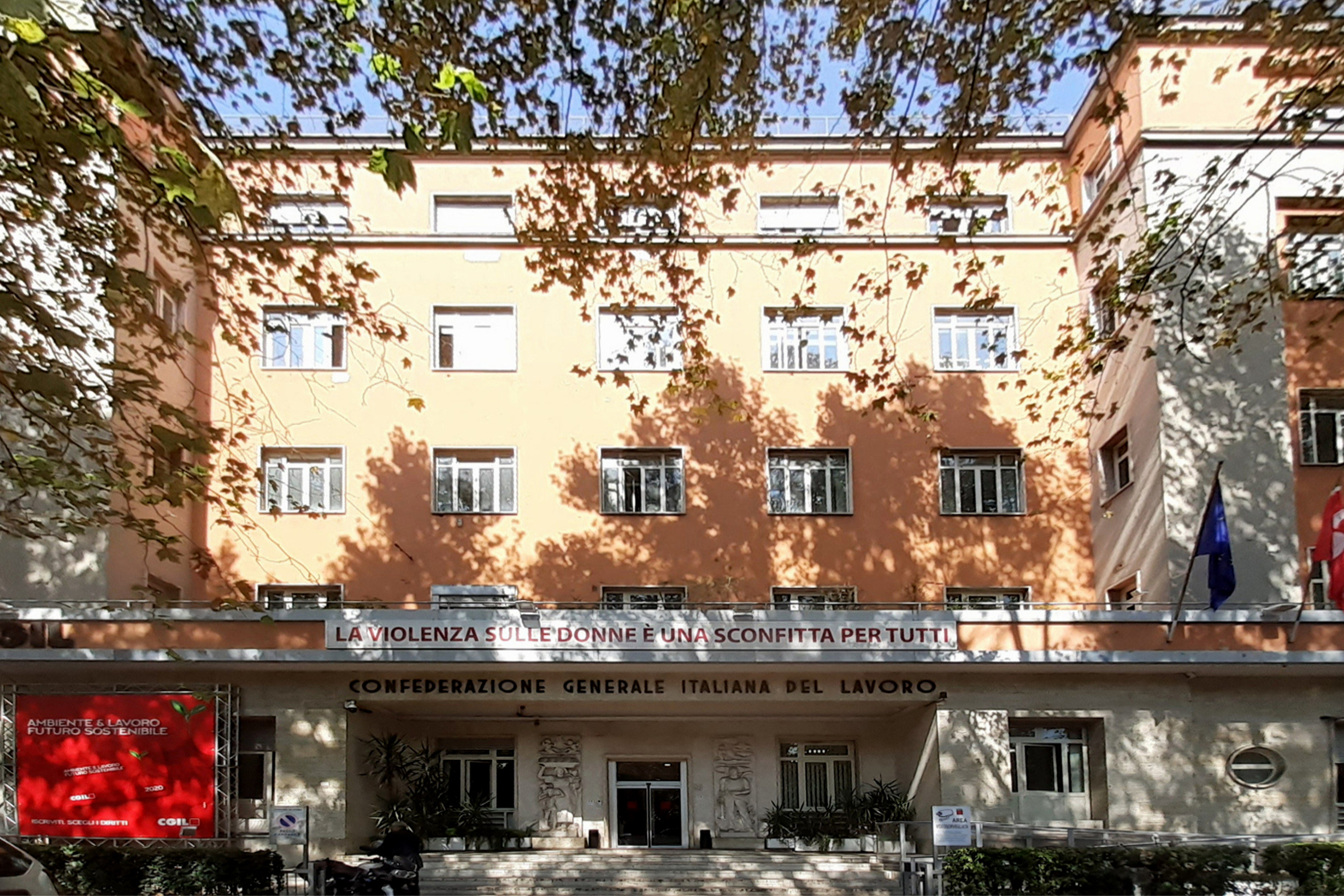
sede da organização, em Roma

A Confederação Geral Italiana do Trabalho (em italiano Confederazione Generale Italiana del Lavoro; CGIL) é o maior sindicato da Itália, com mais de 5,5 milhões de inscritos. Foi fundado em 1944 para fazer oposição à Confederação Geral do Trabalho (Confederazione Generale del Lavoro; CGdL) criada em 1906.